# Peißenberg
Peißenberg là một đô thị tại huyện Weilheim-Schongau, bang Bayern, Đức. Đô thị này tọa lạc 7 km về phía tây nam của Weilheim in Oberbayern.